# Jiřina Rippelová
Jiřina Rippelová (* 4. prosince 1958, Sušice) je česká politička, v letech 2006 až 2012 senátorka za obvod č. 11 – Domažlice, v letech 2000 až 2012 zastupitelka Plzeňského kraje a bývalá členka ČSSD.

## Vzdělání, kariéra a rodinný život
Maturovala na gymnáziu v Sušici. Poté pokračovala ve studiu na Právnické fakultě UK v Praze, které ukončila v roce 1982. Roku 1983 složila rigorózní zkoušku a získala titul JUDr.
Po vysoké škole nastoupila do Státního statku Sušice, kde pracovala jako podniková právnička v letech 1982 až 1991, kdy přešla na Úřad práce Klatovy – pobočka Sušice a pracovala zde jako vedoucí referentka. Mezi lety 1992 a 1998 působila jako právnička Katastrálního úřadu Klatovy.
S manželem Milanem má dva syny, Milana a Jiřího.

## Politická kariéra
V roce 1998 se stala členkou ČSSD. V roce 1998 vstoupila do komunální politiky, když se stala starostkou města Sušice, tuto funkci vykonávala až do roku 2006, od tohoto roku je pouze zastupitelkou města Sušice. Ve krajských volbách 2002 a 2008 byla zvolena do zastupitelstva Plzeňského kraje.
V roce 2006 se rozhodla kandidovat do horní komory českého parlamentu za obvod č. 11, který je tvořen celým okresem Domažlice a částí okresu Klatovy. V prvním kole skončila na druhém místě se ziskem 24,93 % hlasů, když ji porazila nezávislá kandidátka za ODS Eliška Hašková-Coolidge s 26,17 % hlasů. Ve druhém kole se situace obrátila a vyhrála sociální demokratka Rippelová, protože získala 57,84 % všech platných hlasů. V senátu působí v Ústavně právním výboru a stala se předsedkyní Stálé komise pro ústavu a parlamentní procedury.
V červenci 2012 ohlásila, že odejde z ČSSD a do Senátu bude kandidovat za Zemanovce proti poslanci sociální demokracie Janu Látkovi, který ji porazil ve stranických primárkách. Ve volbách vypadla v prvním kole, získala 17,6 procenta hlasů a skončila až čtvrtá, mj. za Látkou, který ve druhém kole senátorský mandát získal. Byla také na kandidátce Zemanovců pro krajské volby, ale dvě hodiny před nimi byla ze seznamu stranou vyškrtnuta.
Vrátila se pak k advokátní praxi. V červnu 2013 byla navržena na místo inspektora Úřadu na ochranu osobních údajů.